# Adilcevaz
Adilcevaz, est une ville et un district de Turquie situés sur la rive nord-ouest du lac de Van dans la province de Bitlis. En 2000, la population de la ville s'élève à 35 174 habitants et celle du district à 55 358 habitants.

## Transport
- Route : Adilcevaz est accessible par la voie rapide passant par Elâzığ, se dirigeant vers Van et qui conduit en Iran.